# Montaren-et-Saint-Médiers
Montaren-et-Saint-Médiers este o comună în departamentul Gard din sudul Franței. În 2009 avea o populație de 1.454 de locuitori.

## Evoluția populației
| An        | 1975 | 1982 | 1990  | 1999  | 2006  | 2009  |
| --------- | ---- | ---- | ----- | ----- | ----- | ----- |
| Populație | 654  | 805  | 1.094 | 1.236 | 1.351 | 1.454 |